# الكلية الملكية لعلماء الأمراض
الكلية الملكية لعلماء الأمراض هي منظمة عضوية مهنية ملتزمة بتعزيز التميز في ممارسة علم الأمراض. وتتمثل مهمتها الرئيسية في الإشراف على التدريب بعد التخرج، ويعد امتحان الكلية للزمالة في علم الأمراض (FRCPath) المعيار الأساسي لممارسة هذا الفرع من الطب.

## الدستور
الكلية الملكية لعلماء الأمراض هي منظمة ذات عضوية مهنية، وتتمثل مهمتها في الحفاظ على المعايير والسمعة المشهورة عالميًا في علم الأمراض البريطاني، من خلال التدريب والتقييمات والامتحانات والتطوير المهني، بما يعود بالنفع على الجمهور. وتعد جمعية خيرية مسجلة وليست نقابة. تضم 11000 عضو يعملون في مختبرات المستشفيات والجامعات والصناعة في جميع أنحاء العالم.

## التاريخ
تأسست كلية علماء الأمراض في عام 1962 ، لتحسين التدريب بعد التخرج في علم الأمراض الحديث نسبياً، مع أهميته العالية في العملية التشخيصية، والمجموعة المتزايدة من الدراسات المتخصصة داخلها. حصلت الكلية على ميثاقها الملكي في عام 1970 وراعيها صاحبة الجلالة الملكة إليزابيث الثانية .

## التدريب والامتحانات
يعد اختبار الزمالة للكلية الملكية لأخصائيي الأمراض (FRCPath) الطريقة الرئيسية لتقييم التدريب على علم الأمراض في المملكة المتحدة - تقييم برنامج تدريبي للمرشح، والإشارة إلى ملاءمة التدريب، مع الإشارة أيضًا إلى الدخول في ممارسة مستقلة وبدء التطوير المهني المستمر . عند الانتهاء بنجاح، يتم منح المتدربين حالة الزمالة للكلية الملكية لعلماء الأمراض. 
يمكن أيضًا منح الزمالة على أساس الأعمال المنشورة المقدمة، على الرغم من أن هذا لا يساهم في منح شهادة إتمام التدريب ولا يمثل علامة على الأهلية للتعيين في وظيفة استشاري أو ممارسة غير خاضعة للإشراف. 
تدير الكلية خطة وطنية للإشراف على التعليم المستمر لعلماء الأمراض في الممارسة السريرية، وكذلك رعاية ورش العمل والمحاضرات والدورات. 

## التخصصات
فيما يلي تخصصات علم الأمراض التي تشرف عليها الكلية: 
- التشريح المرضي:
  - أمراض الأعصاب
  - علم الأمراض الخلوي
  - أمراض الأطفال
- الطب الشرعي
- الكيمياء الحيوية السريرية، التي تسمى أحيانا علم الأمراض الكيميائية
- أمراض الدم (مع الكلية الملكية للأطباء)
- علم المناعة (مع الكلية الملكية للأطباء)
- عمل قاضي التحقيق الجنائي [1]
- علم الأحياء الدقيقة الطبي (مع الكلية الملكية للأطباء، كالتدريب المختلط على العدوى)
- مبحث الفيروسات
- علم الأمراض البيطرية
- الوراثة ( الوراثة الخلوية السريرية والوراثة الجزيئية )
- علم أمراض الفم والوجه والفكين
- علم السموم
- علم الأجنة السريري

## المنشورات
تنتج الكلية الملكية لعلماء الأمراض نشرة الكلية الملكية لعلماء الأمراض ، وهي مجلة عضوية فصلية مهنية. 

## الرؤساء
- البروفيسور جو مارتن 2017–
- الدكتورة سوزانا ليشمان 2014-2017
- Dr Archie Prentice 2011–2014
- البروفيسور بيتر فورنيس 2008-2011
- الأستاذ أدريان نيولاند CBE 2005-2008
- أستاذ السير جيمس أندروود 2002-2005
- البروفيسور سير جون ليليمان 1999-2002
- البروفسور سير رودريك ماك سووين 1996-1999
- البروفيسور أليستير بيلينغام CBE 1993-1996
- أستاذ السير بيتر لاكمان 1990-1993
- البروفيسور سير ديلوين ويليامز 1987-1990
- بروفيسور دام باربرا كلايتون 1984-1987
- البروفيسور روبرت كوران 1981-1984
- البروفيسور جون أندرسون CBE 1978-1981
- السير روبرت ويليامز 1975-1978
- السير جون داسي 1972-1975
- السير ثيو كراوفورد 1969-1972
- السير جيمس هوي 1966-1969
- السير روي كاميرون 1962-1966

## روابط خارجية
- الكلية الملكية لعلماء الأمراض، المملكة المتحدة